# Testudinaria geometrica
Testudinaria geometrica là một loài nhện trong họ Araneidae, thuộc chi Testudinaria. Loài này được Władysław Taczanowski miêu tả khoa học vào năm 1879.